# Tyrawa Wołoska (gmina)
Tyrawa Wołoska – gmina wiejska w województwie podkarpackim, w powiecie sanockim. Siedzibą urzędu gminy jest Tyrawa Wołoska. 
Gmina Tyrawa Wołoska leży w dolinie potoku Tyrawskiego, na granicy Gór Słonnych i Pogórza Przemyskiego (na Podgórzu Bieszczadów). Jej obszar w całości znajduje się na terenie Parku Krajobrazowego Gór Słonnych, na północ od Sanoka przy drodze krajowej DK28. Powierzchnia gminy obejmuje 69 km². W 2008 gmina liczyła 2026 osób zamieszkałych w 5 sołectwach. Natomiast według danych z 31 grudnia 2017 roku gminę zamieszkiwało 1964 osoby. Na terenie gminy znajduje się najdłuższe w Polsce serpentyny (część DK28) na których odbywają się samochodowe rajdy górskie.
Od około 1977 przez 12 lat naczelnikiem gminy był Lesław Wojtas.

## Historia
Gmina Tyrawa Wołoska powstała 1 stycznia 1973 w powiecie bieszczadzkim w woj. rzeszowskim w związku z gminą reformą administracyjną. Gmina objęła:
- 5 sołectw: Hołuczków, Rakowa, Rozpucie, Siemuszowa i Tyrawa Wołoska,
- 3 obręby ewidencyjne: Kreców, Lachawa i Wola Krecowska.

Gmina objęła obszary należące przed reformą gminną w 1954 roku (likwidującą gminy) do gminy Mrzygłód w powiecie sanockim (Hołuczków, Rakowa, Siemuszowa, Tyrawa Wołoska i Wola Krecowska) oraz do gminy Kuźmina w powiecie przemyskim (Kreców, Lachawa i Rozpucie). W latach 1954–1972 funkcjonowała gromada Tyrawa Wołoska o tych samych granicach co późniejsza gmina Tyrawa Wołoska.
1 czerwca 1975 roku gmina znalazła się w nowo utworzonym woj. krośnieńskim.
Od 1999 w powiecie sanockim, w nowym województwie podkarpackim.

## Struktura powierzchni
Według danych z roku 2002 gmina Tyrawa Wołoska ma obszar 68,6 km², w tym:
- użytki rolne: 36%
- użytki leśne: 52%

Gmina stanowi 5,6% powierzchni powiatu.

## Demografia

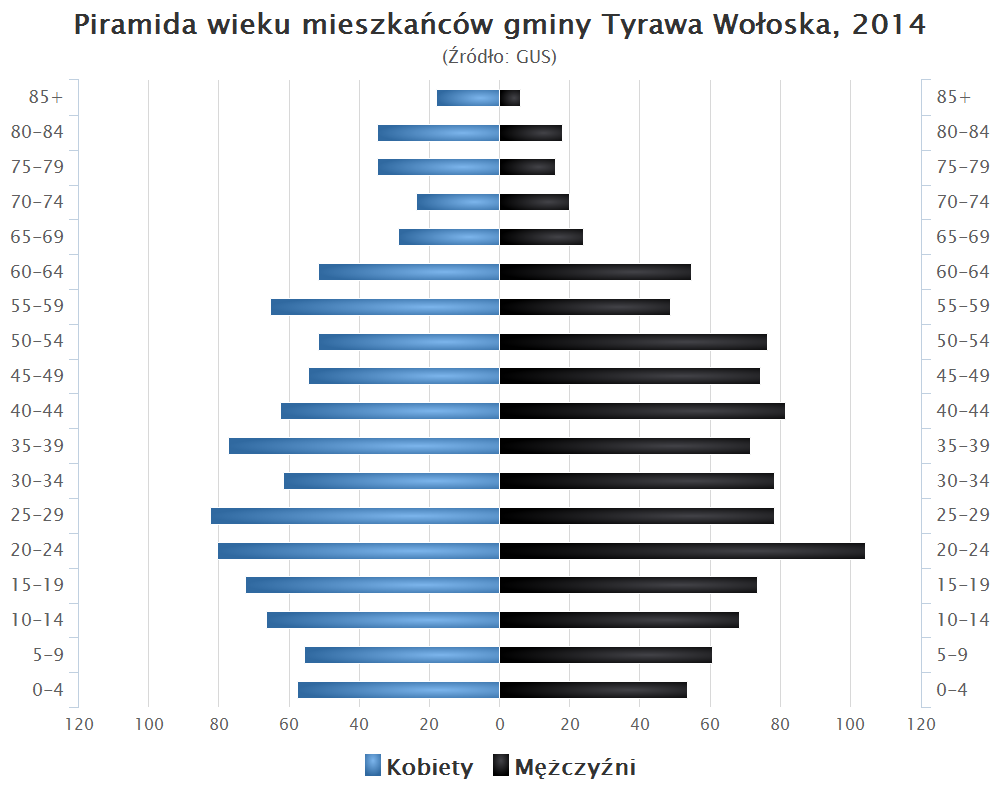
Piramida wieku mieszkańców gminy Tyrawa Wołoska w 2014 roku

Dane z 31 grudnia 2017 roku.  
| Opis                              | Ogółem | Ogółem | Kobiety | Kobiety | Mężczyźni | Mężczyźni |
| --------------------------------- | ------ | ------ | ------- | ------- | --------- | --------- |
| jednostka                         | osób   | %      | osób    | %       | osób      | %         |
| populacja                         | 1 964  | 100    | 976     | 49,7    | 988       | 50,3      |
| gęstość zaludnienia (mieszk./km²) | 29     | 29     | 14      | 14      | 15        | 15        |

## Sołectwa
Hołuczków, Siemuszowa, Rozpucie, Rakowa, Tyrawa Wołoska

## Sąsiednie gminy
Bircza, Lesko, Olszanica, Sanok

## Literatura
- Ryszard Januszczak – "Tyrawa Wołoska – gmina w cieniu Gór Słonnych", Krosno, rok wydania nieznany.